# Litauische Gemeinschaft in Deutschland
Die Litauische Gemeinschaft in Deutschland e. V. ist eine öffentliche, gemeinnützige Gesellschaft, die 1950 aus dem nach dem Zweiten Weltkrieg, im Jahr 1946 gegründeten Litauischen Vertriebenenverband entstand. Sie ist ein Mitglied der Litauischen Weltgemeinschaft. Mitglieder der Gemeinschaft können alle in Deutschland lebenden Litauer, Personen, die aus Litauen stammen, sowie ihre Familienangehörigen sein. Sitz der Gesellschaft ist Schloss Rennhof in Lampertheim-Hüttenfeld.

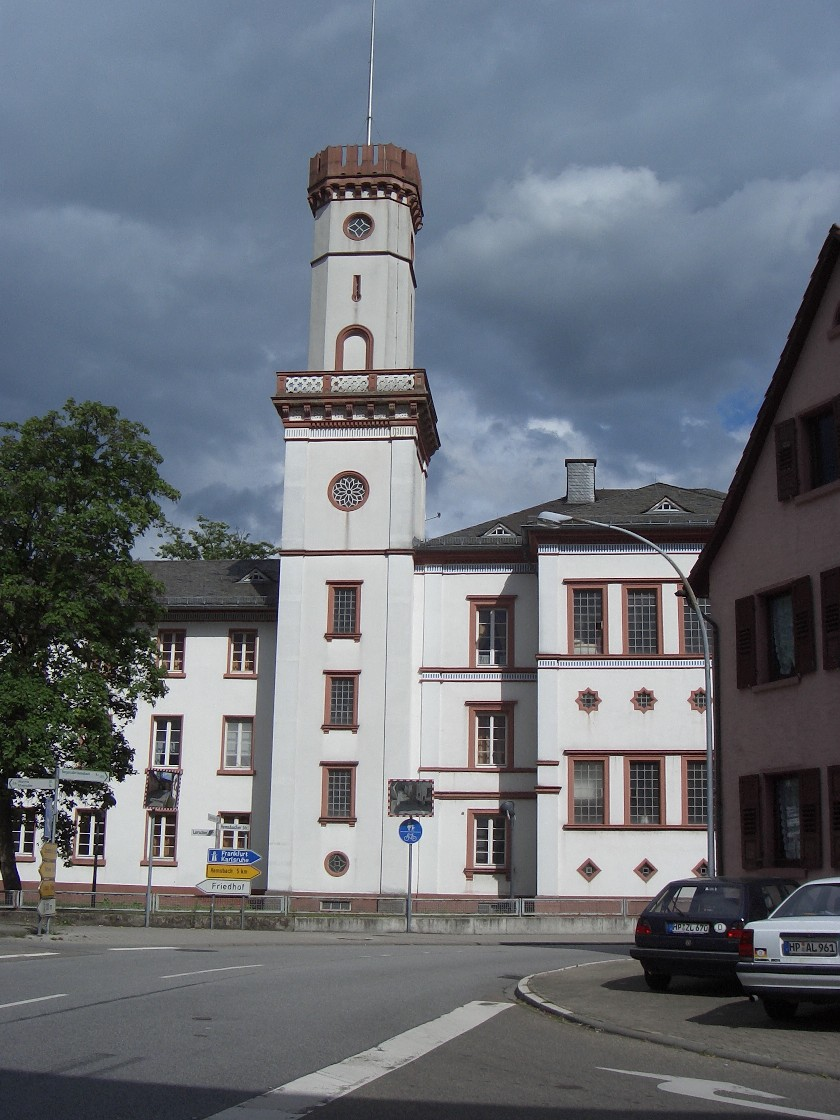
Schloss Rennhof

## Ziele und Aufgaben
Ziele und Aufgaben des Vereins sind:
- die Erhaltung des Volkstums;
- die Förderung der Heimatpflege und Heimatkunde sowie der litauischen Bildung und Erziehung,
- die Aufrechterhaltung des muttersprachlichen Unterrichts,
- die Gründung und Erhaltung von litauischen Chören, Volkstanzgruppen, Bibliotheken, Heimatmuseen, eines Kulturinstituts und der eigenen Pressezeugnisse;
- die Durchführung von Studientagen, Ausstellungen, Konzerten und anderen kulturellen Veranstaltungen auf Orts-, Landes- und Bundesebene;
- Vertretung der kulturellen, rechtlichen und sozialen Interessen der Litauer in Deutschland bei öffentlichen und privaten Institutionen;
- Förderung der deutsch-litauischen Zusammenarbeit auf kulturellem Gebiet;
- Unterstützung Litauens bei der europäischen Integration.

## Organe
Organe der Gemeinschaft sind:
- die Mitgliederversammlung des Ortsverbandes,
- der Vorstand des Ortsverbandes,
- der Kontrollausschuss des Ortsverbandes,
- der Zentralrat der Gemeinschaft,
- das Präsidium des Zentralrates,
- der Bundesvorstand der Gemeinschaft,
- das Ehrengericht der Gemeinschaft,
- der Kontrollausschuss der Gemeinschaft,
- die Wahlkommission des Zentralrates der Gemeinschaft.[1]

## Ortsverbände
Gegenwärtig leben an die 50.000 Litauer in Deutschland. Es bestehen folgende Ortsverbände (OV) der Litauischen Gemeinschaft:
- Zentraler Ortsverband, Lampertheim-Hüttenfeld
- OV Berlin
- OV Essen–Mülheim
- OV Frankfurt am Main
- OV Hagen
- OV Hamburg
- OV Kassel,
- OV Köln–Bonn
- OV Leipzig
- OV Lübeck
- OV Memmingen
- OV München
- OV Nürnberg
- OV Rastatt
- OV Romuva (Friedland in Ostpreußen)
- OV Saarland
- OV Salzgitter
- OV Stuttgart
- OV Wolfsburg